# Смит, Герберт (футболист)
Герберт Смит (англ. Herbert Smith; 22 ноября 1877, Уитни — 6 января 1951, Уитни) — английский футболист, чемпион Олимпийских игр 1908 года.
Смит в основном играл в любительском спорте, но также регулярно присоединялся к играм футбольного клуба «Рединг» в профессиональной Южной футбольной лиге, и даже был капитаном команды.
На Олимпийских играх 1908 года в Лондоне выступал за сборную Великобритании. Сыграл во всех трёх матчах сборной, завоевав золотую медаль. Во время проведения этого турнира параллельно играл и за свой клуб «Рединг».
Кроме 17-ти выступлений за любительскую сборную Англии, Смит в 1905 и 1906 годах сыграл 4 матча и за национальную сборную Англии. Все эти матчи, сыгранные со сборными Уэльса (два раза), Ирландии и Шотландии, были для сборной Англии победными.
Также Смит был активен также как игрок в крикет. Это увлечение поддерживала вся его семья, а шурин Смита, Альберт Лоутон, был даже капитаном крикетной команды «Дербишир».
После завершения спортивной карьеры в 1910 году стал членом совета Футбольной ассоциации Оксфордшира, а в 1919 году занял пост её президента, исполняя эту функцию до самой смерти.